# Francisco de Montejo
Francisco de Montejo (* um 1479; † 8. September 1553 in Salamanca, heute in Kastilien-Leon) war ein spanischer Konquistador.

## Leben

### Familiäres Umfeld

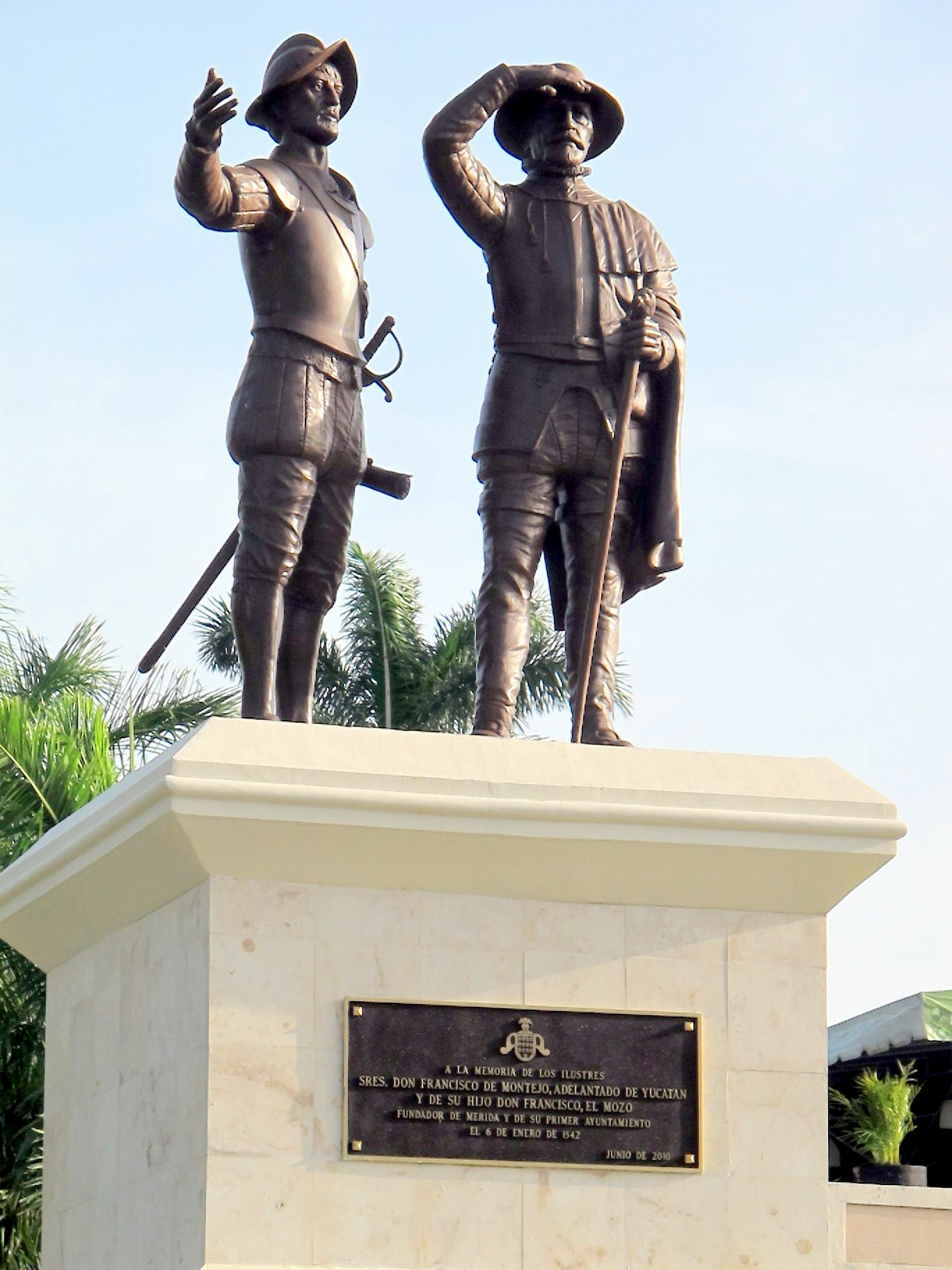
Denkmal für Vater und Sohn Montejo, die Eroberer von Yucatán und Gründer der Stadt Mérida. Es befindet sich am Anfang der nach ihnen benannten Straße in Mérida, Yucatán.

In seiner Jugend zeugte Francisco de Montejo mit Ana de León einen Sohn, der im Jahr 1508 in Sevilla zur Welt kam und denselben Namen trug wie sein Vater. Beide, Vater und Sohn, nahmen an der Eroberung Yucatáns teil. Um sie voneinander zu unterscheiden, wurde der Vater el Adelantado genannt, der Sohn el Mozo („Bursche“). Während einer Reise in Spanien heiratete Montejo Beatriz de Herrera, die ihm eine Tochter gebar (Catalina de Montejo y Herrera), und bekam später mit einer farbigen Frau noch einen zweiten, nicht anerkannten Sohn, Juan Montejo y a Diego.

### Militärische Karriere
Im Jahr 1514 brach Montejo nach „Indien“ auf und kam in Santo Domingo auf der Insel Hispaniola an. Vier Jahre später (1518) nahm er an der Expedition von Juan de Grijalva teil, bei der er, weil er Schiffe und Proviant lieferte, als Kapitän und Geschäftspartner fungierte.
Die Reiseroute war ähnlich jener von Francisco Hernández de Córdoba, doch die Strömung trieb sie ab und sie entdeckten dadurch die Insel Cozumel und fuhren die Küste der Halbinsel Yucatán entlang. Während der Expedition gab es mehrere Scharmützel mit den Maya.
Ein Jahr später begleitete Montejo Hernán Cortés auf dessen Expedition zur Eroberung Mexikos. Sie folgten der Route Juan de Grijalvas und gründeten die Stadt Villa Rica de la Vera Cruz, das heutige Puerto de Veracruz. Zusammen mit Alonso Hernández Portocarrero wurde er am 22. April 1519 zum Bürgermeister und Gemeinderat der Stadt ernannt, nahm diese Aufgabe jedoch nur kurze Zeit wahr.
Francisco de Montejo zeichnete sich durch sein diplomatisches Geschick aus, was dazu führte, dass Cortés ihn nach Spanien schickte, um den königlichen Hof über die Ergebnisse der Expedition zu unterrichten. Zusammen mit Alonso Hernández Portocarrero und dem Lotsen Antón de Alaminos brach er am 26. Juli 1519 nach Spanien auf. Im Gepäck hatten sie den ersten Reisebericht Cortés’ und den Teil der Beute, der dem König zustand (Quinto Real), um die Interessen Cortés’ gegenüber Karl V. zu vertreten. Am 8. Dezember 1526 gab Karl V. Montejo die Order, Yucatán zu erobern, und ernannte ihn zum Adelantado und Generalkapitän. 1527 schiffte sich Montejo von Sanlúcar de Barramedo mit Kurs auf Amerika ein.

### Befriedung von Tabasco
Montejo der Ältere erreichte im Jahr 1528 Santa María de la Victoria, die damalige Hauptstadt der Provinz Tabasco, wo er als Bürgermeister begann, die Provinz zu befrieden und Yucatán zu erobern. Bei seiner Ankunft war die Provinz quasi außer Kontrolle, die Bevölkerung hatte sich gegen die fremden Herrscher erhoben. Die wenigen Spanier lebten verschanzt in der Stadt Santa María de la Victoria. Montejo begann mit der Wiedereroberung, die 1530 schließlich zur teilweisen Befriedung der Gebiete führte.
Nachdem Montejo von der Real Audiencia in ihrer ersten Besetzung seines Postens als Bürgermeister enthoben worden war, wurde er von der zweiten Besetzung 1535 wieder eingesetzt, weil die Einheimischen sich erneut erhoben hatten. Um die ständigen Aufstände in Tabasco und Yucatán in Griff zu bekommen, reiste Montejo erneut nach Spanien, wo er erreichte, dass ihm Königin Johanna I. die Befehlsgewalt über Yucatán, Cozumel und Tabasco übertrug, also das Gebiet zwischen dem Fluss Cupilco in Tabasco und dem Fluss Ulúa en Hibueras in Honduras. Nach vielen Verlusten gelang es Montejo 1537 schließlich, Tabasco teilweise zu befrieden. Nun richtete er seine Aufmerksamkeit auf die Eroberung Yucatáns. Sein Sohn Francisco de Montejo y León „el Mozo“ wurde derweil zum Bürgermeister und Gouverneur Tabascos ernannt und setzte die Befriedung der Provinz aus Santa María de la Victoria fort. Die völlige Befriedung gelang erst 1560, Jahre nach Montejos Tod.

### Eroberung Yucatáns

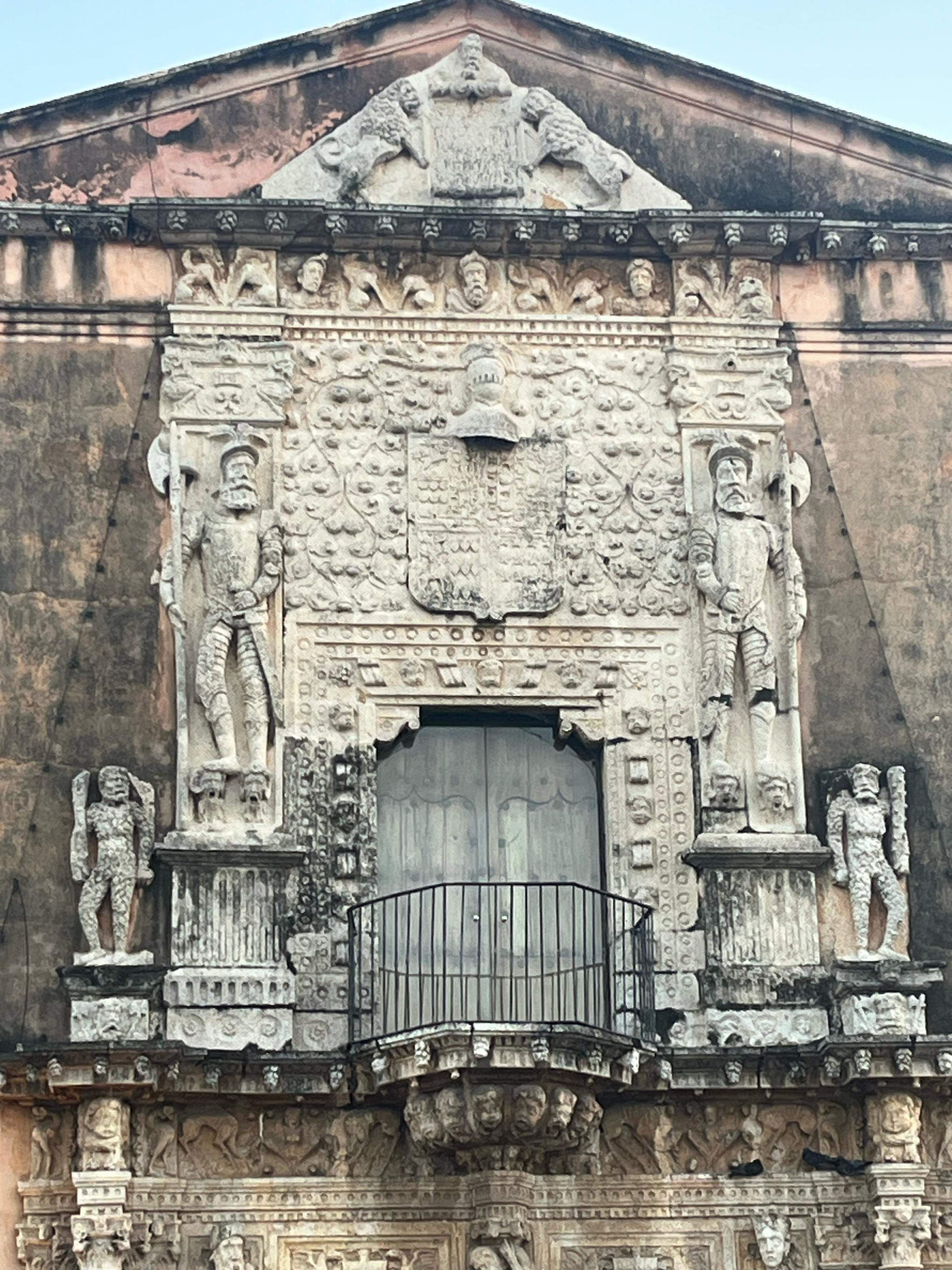
Portal der Casa de Montejo in Mérida

Es dauerte 20 Jahre und brauchte drei Anläufe, bis Yucatán erobert worden war. Montejo unternahm den ersten Versuch zusammen mit Capitán Alonso Dávila im Osten der Halbinsel, später richtete er eine Garnison in der Nähe von Chichén Itzá ein. Als er die Truppen teilte und Dávila mit seinem Teil Vorstöße in Bacalar und Chetumal vornahm, ergriffen die Maya diese Gelegenheit und zwangen Montejo, seine Männer nach Campeche zu bewegen. Er bat die spanische Krone um Hilfe und Johanna I sprach ihm als Antwort die Befehlsgewalt über das gesamte Territorium zwischen den Flüssen Cupilco und Tabasco bis zum Fluss Ulúa in Hibueras zu. Verwirrung gab es, als Montejo sich zu militärischen Unternehmungen nach Zentralamerika begab, wo er die Lencas bekämpfen wollte, und dort auf Pedro de Alvarado traf, der vom Vizekönig von Neuspanien, Antonio de Mendoza, mit derselben Aufgabe betraut worden war. Der Interessenkonflikt wurde mit einem Tausch gelöst: Montejo bekam Chiapas, Alvarado das Gebiet von Hibueras. Da Pedro de Alvarado jedoch im 1541 Mixtón-Krieg starb und es keinen Nachfolger als Gouverneur gab, wurde Montejo erneut dieser Posten zuerkannt. Dafür musste er den Befehl über Hibueras und Chiapas abgeben.
Seinen Sohn Francisco de Montejo y Léon, genannt el Mozo, ernannte er zum Bürgermeister und Gouverneur von Tabasco und befahl ihm, das Gebiet um Santa María de la Victoria (Tabasco) zu befrieden. Danach ernannte er ihn zum Generalleutnant von Yucatán, um den dritten Vorstoß zur Eroberung der Halbinsel durchzuführen. Sein Sohn gründete dort 1540 die Stadt San Francisco de Campeche und 1542 Valladolid.
Im Jahr 1546, inzwischen in fortgeschrittenem Alter, traf Montejo sich in San Francisco de Campeche mit seinem Sohn und seinem Neffen (der ebenfalls Francisco de Montejo hieß und zur Unterscheidung el Sobrino, d. h. „der Neffe“, genannt wird). Die Eroberung Yucatáns war gelungen, doch die Maya erhoben sich erneut und erst im Folgejahr konnten der Sohn und der Neffe die Aufstände niederschlagen.
Montejo der Ältere erfüllte seine Aufgaben als Gouverneur und Generaloberst von 1546 an, doch wurde er vier Jahre später (1550) wegen Irregularitäten in seinen Amtsgeschäften angeklagt und musste sich vor dem Consejo de Indias verantworten. Der Prozess wurde nie abgeschlossen, weil er am 8. September 1553 in seiner Heimatstadt Salamanca starb.